# Noodverlichting
Noodverlichting is een vorm van verlichting die automatisch wordt ingeschakeld bij het uitvallen van alle elektriciteit. Hiertoe is de lamp voorzien van zowel een aansluiting op het lichtnet als van een batterij of noodstroomvoeding die de lamp indien nodig van elektriciteit voorziet.

## Onderdelen van noodverlichting
Bij noodverlichting worden de termen armatuur, lamp en batterij vaak genoemd, maar ze hebben elk een specifieke betekenis:
- Armatuur:  De armatuur is de behuizing waarin de noodverlichting is gemonteerd. Hij bevat zowel de lichtbron (lamp) als de batterij en andere elektronica die nodig zijn om de verlichting te laten functioneren. Het design en de locatie van de armatuur bepalen de uitstraling en functionaliteit van de noodverlichting.
- Lamp:  De lamp is de lichtbron die het zichtbare licht produceert. Moderne noodverlichting maakt vaak gebruik van LED-lampen vanwege hun hoge energie-efficiëntie, lange levensduur en betrouwbaarheid, zelfs onder zware omstandigheden.
- Batterij:  De batterij levert de energie die nodig is om de lamp te laten branden tijdens een stroomuitval. Deze batterijen zijn speciaal ontworpen voor langdurige betrouwbaarheid en worden regelmatig gecontroleerd om ervoor te zorgen dat ze in noodgevallen functioneren.

Door het installeren van noodverlichting kan worden voorkomen dat men in het geval van stroomuitval de weg naar buiten niet meer kan vinden in een pand of andersoortige locatie. Ook in het geval van brand, zeker met de bijkomende rookontwikkeling, is het van groot belang dat aanwezigen tijdig de (nood-)uitgangen kunnen vinden. Bovendien kan een correcte verspreiding van de juiste types noodverlichting zorgen voor vermindering van paniek. Vaak worden deze lampen dan ook gecombineerd met bewegwijzering, zoals pictogrammen die wijzen naar nooduitgangen.
De meeste moderne noodverlichting is voorzien van sterke led-lampen. Eerdere, nog altijd zeer gangbare varianten zijn voorzien van "tl"- of halogeenlampen.
Noodverlichting is ook te vinden in enkele vormen van vervoer, zoals in vliegtuigen. Over het vloeroppervlak lopen langs de gangpaden smalle lichtstroken, die ophouden of een afwijkende kleur hebben bij de verschillende nooduitgangen. Wanneer bij brand de cabine te veel rook bevat, kan men zodoende kruipend over de grond alsnog een weg naar buiten vinden. Deze stroken worden ook wel 'paniekverlichting' genoemd. 

## Verschil tussen noodverlichting en paniekverlichting
Hoewel de termen noodverlichting en paniekverlichting vaak door elkaar worden gebruikt, dienen ze verschillende doelen:
- Noodverlichting:  Dit type verlichting zorgt ervoor dat essentiële routes en locaties zoals trappenhuizen, nooduitgangen en vluchtwegen duidelijk zichtbaar zijn tijdens een stroomuitval. Het is gericht op het veilig evacueren van mensen.
- Paniekverlichting:  Paniekverlichting is een specifieke vorm van noodverlichting die bedoeld is voor grotere ruimtes zonder duidelijke looproutes, zoals zalen, werkvloeren of opslagruimtes. Het doel is om een voldoende verlichtingsniveau te bieden, zodat mensen in panieksituaties zich kunnen oriënteren en veilig naar een vluchtroute kunnen bewegen.

### Regelgeving en onderhoud
Noodverlichting, inclusief paniekverlichting, moet voldoen aan nationale en internationale normen, zoals de NEN-EN 1838. Regelmatig onderhoud, inclusief het testen van batterijen, lampen en armaturen, is verplicht om de functionaliteit en betrouwbaarheid te waarborgen.
Nood- en paniekverlichting spelen een cruciale rol in de veiligheid van gebouwen en dragen bij aan een veilige evacuatie van personen tijdens noodsituaties. Door duidelijke regelgeving, goed onderhoud en kwalitatieve componenten wordt de effectiviteit van deze systemen gegarandeerd.

## Nederland
In het Nederlandse Bouwbesluit is de installatie van noodverlichting verplicht gesteld voor met name verblijfsruimten waarin zich normaal gesproken veel personen bevinden, zoals kantoorpanden, studentenhuizen of ziekenhuizen. Ook een wegtunnelbuis dient van een noodverlichting te worden voorzien uit oogpunt van verkeersveiligheid.
De normen omtrent noodverlichting in Nederland zijn vastgelegd in NEN-EN 1838, NEN 6088 en NEN 1010.

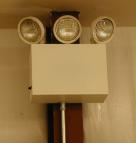
Ouderwetse noodverlichting
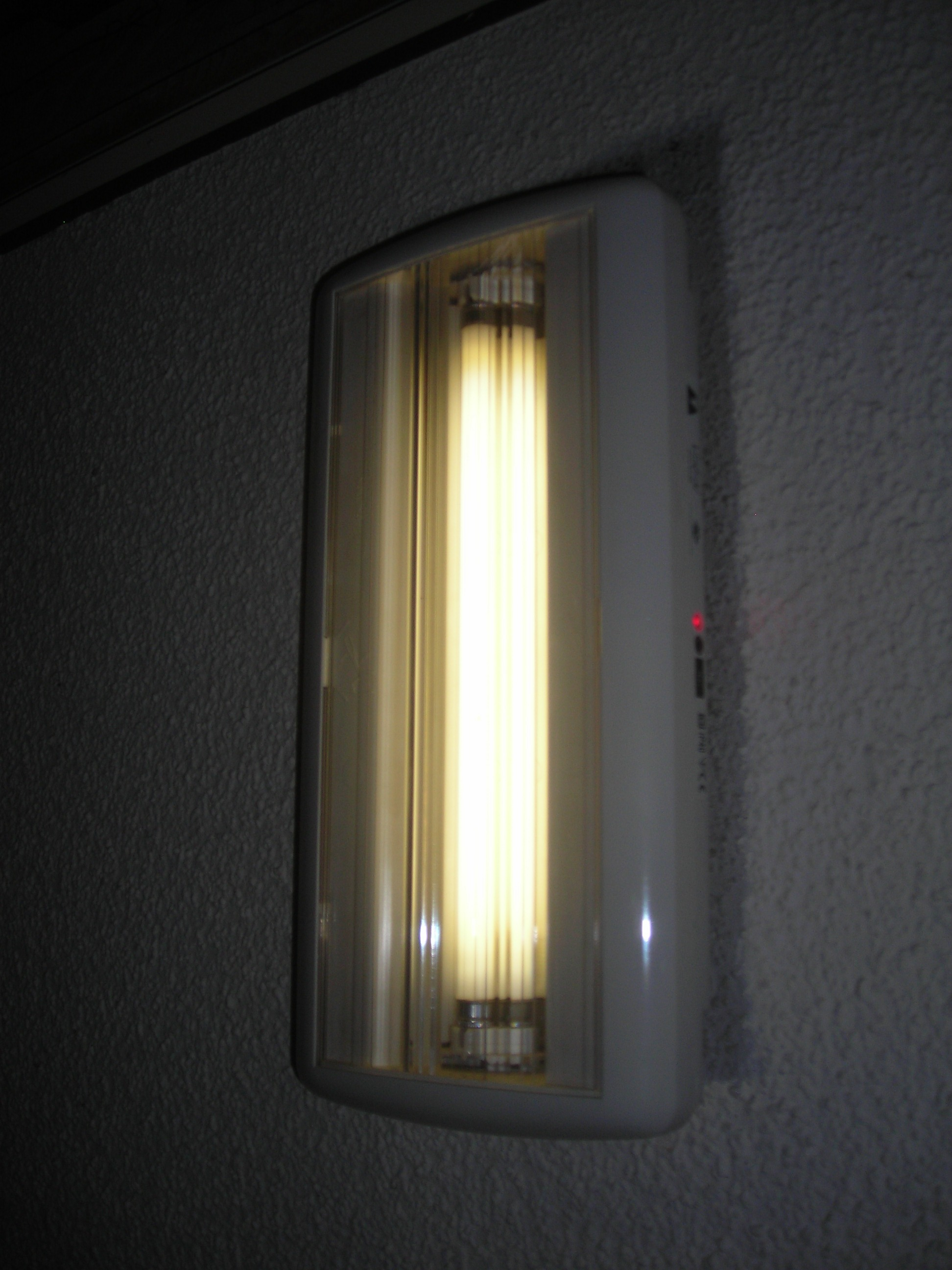
Moderne tl-noodverlichting
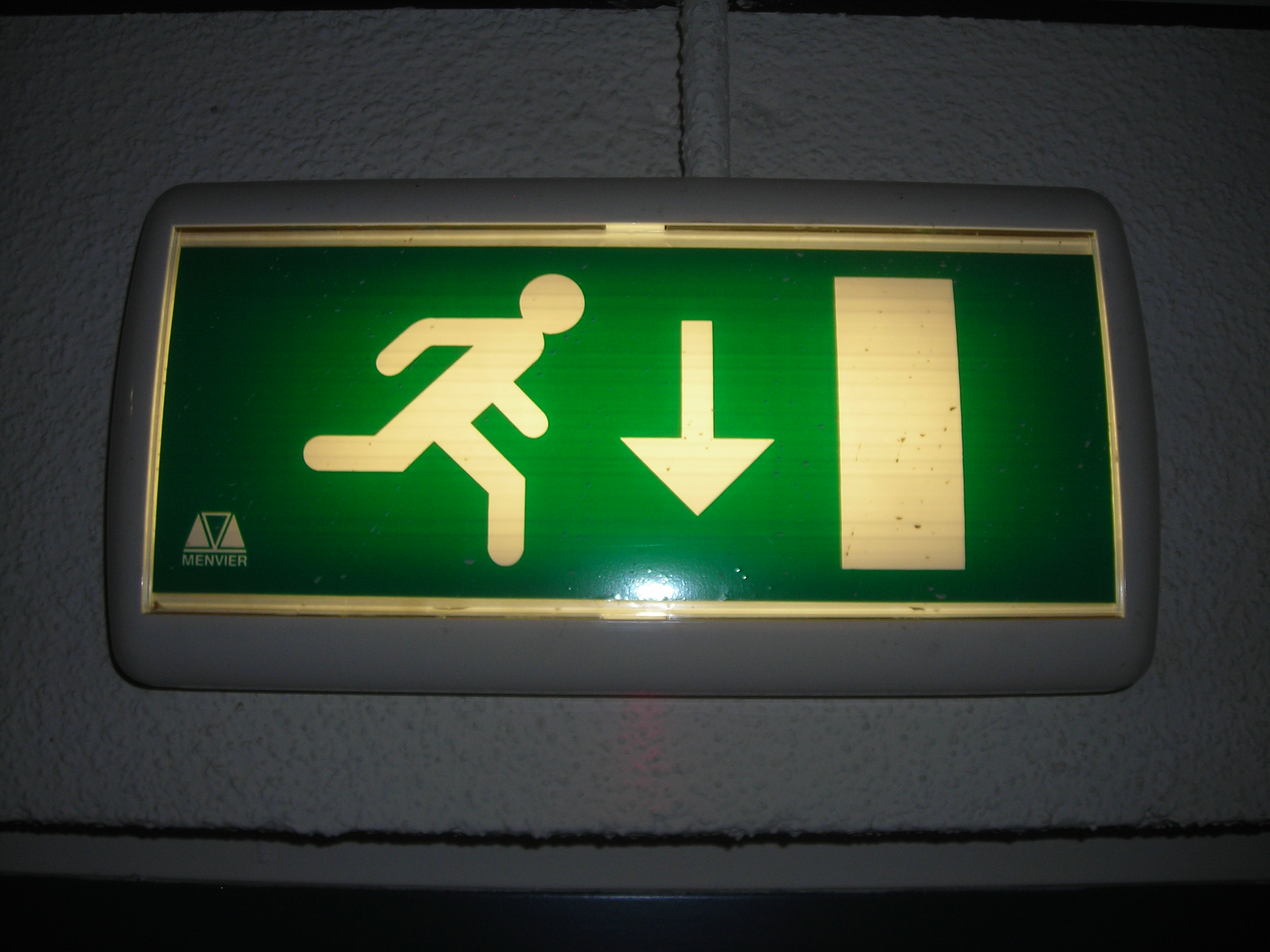
Noodverlichting met nooduitgang-pictogram